# Águas Belas (Ferreira do Zêzere)
Pour les articles homonymes, voir Águas Belas.
Águas Belas est une freguesia portugaise située dans le District de Santarém.
Avec une superficie de 18,56 km2 et une population de 1 140 habitants (2001), la paroisse possède une densité de 61,4 hab/km2.

## Distance
- Ferreira do Zêzere : 2,5 km
- Alvaiázere : 17 km
- Tomar : 18 km
- Vila de Rei : 20 km
- Sertã : 32 km